# Olympische Sommerspiele 1956/Teilnehmer (Liberia)
| Gelbes Symbol für Goldmedaillen mit stilisierten Olympischen Ringen | Graues Symbol für Silbermedaillen mit stilisierten Olympischen Ringen | Braundes Symbol für Bronzemedaillen mit stilisierten Olympischen Ringen |
| ------------------------------------------------------------------- | --------------------------------------------------------------------- | ----------------------------------------------------------------------- |
| —                                                                   | —                                                                     | —                                                                       |

Liberia nahm an den Olympischen Sommerspielen 1956 im australischen Melbourne mit einer Delegation von vier Sportlern an sechs Wettkämpfen in einer Sportart teil.
Es war die erste Teilnahme Liberias an Olympischen Sommerspielen.
Jüngster Athlet war mit 17 Jahren und 354 Tagen der Sprinter Emmanuel Putu, ältester Athlet war der Sprinter James Roberts (20 Jahre und 63 Tage).

## Teilnehmer nach Sportarten

### Leichtathletik
4 × 100 Meter Staffel
- Ergebnisse
Runde eins: ausgeschieden in Lauf eins (Rang fünf), 44,7 Sekunden (handgestoppt), 44,96 Sekunden (automatisch gestoppt)
- Staffel
George Johnson
Edward Martins
Emmanuel Putu
James Roberts

Einzel
- George Johnson
  - 400 Meter Lauf

Runde eins: ausgeschieden in Lauf sieben (Rang sechs), 54,8 Sekunden (handgestoppt)
  - 800 Meter Lauf

Runde eins: ausgeschieden in Lauf vier (Rang sieben), ohne Zeit

- Edward Martins
  - Weitsprung

Qualifikationsrunde: 6,01 Meter, Rang 31
Versuch eins: 5,79 Meter
Versuch zwei: 6,01 Meter
Versuch drei: 5,96 Meter

- Emmanuel Putu
  - 100 Meter Lauf

Runde eins: ausgeschieden in Lauf sechs (Rang fünf), 11,3 Sekunden (handgestoppt), 11,44 Sekunden (automatisch gestoppt)
  - 200 Meter Lauf

Runde eins: ausgeschieden in Lauf elf (Rang sieben), 24,33 Sekunden (automatisch gestoppt)

- James Roberts
  - 100 Meter Lauf

Runde eins: ausgeschieden in Lauf fünf (Rang sechs), 11,3 Sekunden (handgestoppt), 11,45 Sekunden (automatisch gestoppt)
  - 200 Meter Lauf

Runde eins: ausgeschieden in Lauf drei, 23,1 Sekunden (handgestoppt), 23,17 Sekunden (automatisch gestoppt), disqualifiziert